# Gabriele Proy

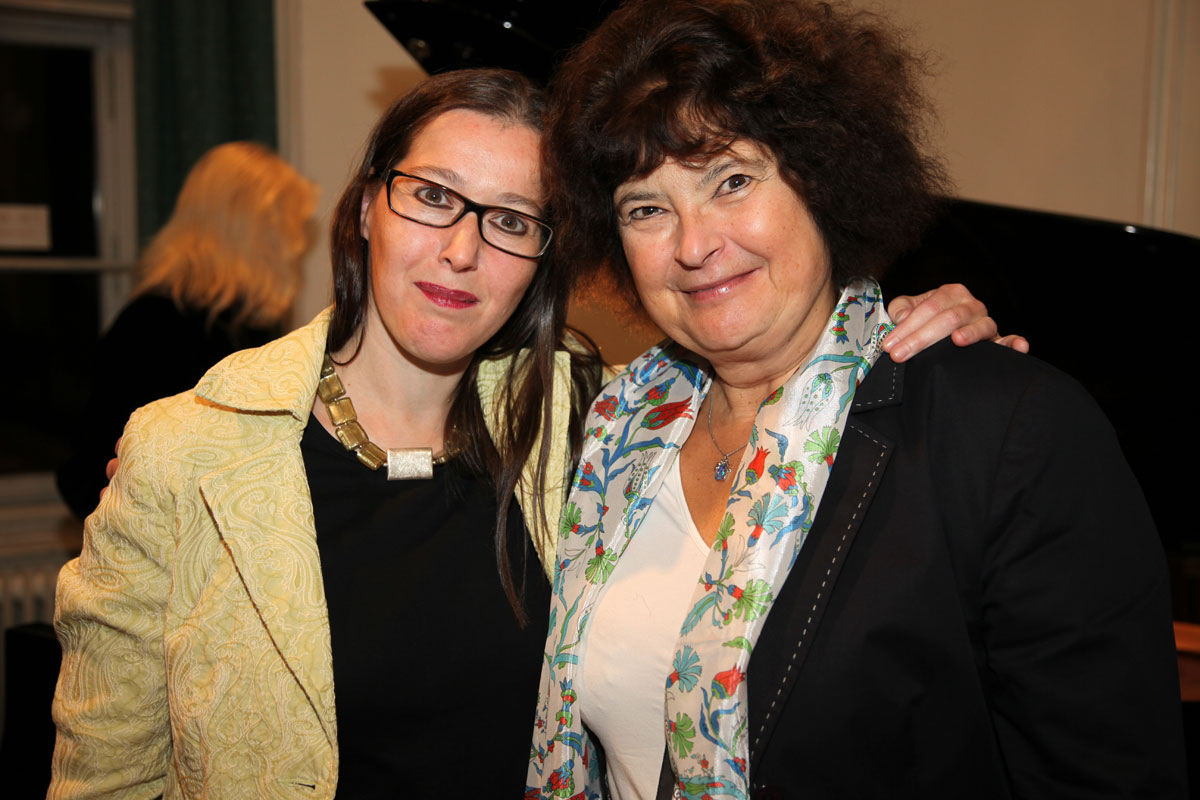
Gabriele Proy (links) und die österreichische Musikwissenschaftlerin Carmen Ottner (2013)

Gabriele Proy (* 25. März 1965 in Wien) ist eine österreichische Komponistin und Klangkünstlerin. Sie zählt zu den anerkanntesten zeitgenössischen Komponisten Österreichs und war von 2001 bis 2013 Präsidentin des Europäischen Forums Klanglandschaft.

## Leben
Gabriele Proy absolvierte nach der Matura im Jahre 1983 ein Einführungspraktikum für Musiktherapie und studierte von 1983 bis 1985 Philosophie an der Universität Wien. Von 1984 bis 1992 studierte sie an der Universität für Musik und darstellende Kunst Wien Komposition bei Friedrich Neumann und Erich Urbanner, sowie eine Instrumentallehrerausbildung für Gitarre bei Gunter Schneider und Hans Hein. Ihr Diplom schloss sie im Jahr 1992 ebenda mit Auszeichnung ab. Im Anschluss daran studierte sie bis zum Jahr 1996 an der Universität für Musik und darstellende Kunst Wien Computermusik, Elektronische Medien und Elektroakustik bei Dieter Kaufmann und Tamas Ungvary.
Im Jahr 1997 schloss sie ebenda ein Studium der irregulären Klangkunst und Instrumentalpädagogik mit Diplom mit Auszeichnung und Mag.art. mit der Magisterarbeit „Klangzeichen - Klangsprache“ über Semiotik und Semantik in der Klangkunst ab.
Von 1997 bis 1999 arbeitete Proy als Wissenschaftliche Mitarbeiterin im Forschungsforum Medien-Welten der Universität für angewandte Kunst Wien. In den Jahren 1998 bis 2001 hatte sie einen Lehrauftrag für Sound-Design an der Donau-Universität Krems sowie von 2000 bis 2001 für Soundscape und Sound Design am Institut für Musikwissenschaft der Universität Wien.
Im Jahr 2003 hielt Proy Gastseminare an der La Trobe University in Melbourne und der New Bulgarian University in Sofia, im Jahr 2005 an der Accademia di Belle Arti di Catania in Italien sowie der University of the Sacred Heart in Tokio.

„Eine wesentliche Inspirationsquelle für meine Kompositionstätigkeit ist die Natur. Naturbezüge finden sich sowohl in meinen Instrumental-und Vokalwerken als auch in meinen Soundscape-Kompositionen.
Im Liederzyklus Silber für Bariton und Orgel beispielsweise verweisen die drei Gesänge Pflaumenblüte, Mitten im Regen und Bäume, blätterlos nach Zen-Kôan auf eine Form der Naturbetrachtung als Meditation und eine mögliche Erfahrung von Transzendenz.
Gleich einem „Zeitanhaltenwollen“ sollen meine Stücke eine gewisse innere Ruhe ausstrahlen und auch nach hochdramatischen Passagen in eine innere Ruhe einpendeln. Mein Ansatz in der Musik ist die Hörkunst: Es geht mir als Komponistin darum, dass die Zuhörerin, der Zuhörer ein intensives Hörerlebnis hat – ich möchte auch mit zeitgenössischer Komposition Menschen berühren.“

Gabriele Proy war im Jahr 2011 Dozentin für Komposition an der IES Abroad Vienna und seit 2013 Leiterin der dortigen Kompositionsklasse. Zudem ist sie als freischaffende Komponistin, Klangkünstlerin und Instrumentalpädagogin tätig.
Proy wurde 2013 mit dem Österreich-Auftrag zur europäischen Kulturhauptstadt Marseille-Provence-2013, zum Österreich-Japan-Jahr-2009 und zum EU-Japan-Jahr-2005 ausgezeichnet.
Am 27. April 2025 wurde anlässlich des Staatsakts zum Gedenken an „80 Jahre Unabhängigkeit Österreichs“ in der Wiener Hofburg das Streichsextett "Achtzig" von Gabriele Proy uraufgeführt. Es handelte sich dabei um den ersten Kompositionsauftrag dieser Art, der durch die Republik Österreich vertreten durch die Präsidentschaftskanzlei vergeben wurde.

## Auszeichnungen (Auswahl)
- 1994: Kompositionsförderung des Bundeskanzleramts Österreich für Kunst und Kultur[2]
- 1995: Preisträgerin des Kompositionswettbewerbs „Zeitgleich“ der Universität Innsbruck und des Vereins Transit (für Klangquote – Interaktive Klanginstallation)[2]
- 2013: Preis der Stadt Wien für Musik[4]
- 2014: Stadt Wien Kompositionsförderung: „Campanula“
- 2014: BKA Kompositionsförderung für das Orchesterwerk „Ma“
- 2015: Österreichisches Kulturforum Berlin: Auftragskomposition „Amethyst“
- 2016: Stadt Wien Kompositionsförderung für das Orchesterwerk „Hagar Qim“
- 2017: BKA Kompositionsförderung zum Auftragswerk „Thorium“ des Duo Arcord
- 2018: Kompositionsförderung der Stadt Wien des Klavierquartetts „Achat“
- 2019: Festival Wien Modern: Auftragskomposition neue Fassung des Werks „Uçhisar“, für Violine und Klavier
- 2019: Österreichauftrag anlässlich „150 Jahre diplomatische Beziehungen Österreich-Japan-2019“
- 2022: Niederösterreichischer Kulturpreis – Anerkennungspreis in der Sparte Musik[5]
- 2025: Verleihung des Berufstitels "Professorin"

## Werke (Auswahl)

### Ensemblemusik
- Gespiegelt – Performance für zwei MusikerInnen, Duo für zwei Gitarren mit Sprecherin (1988)[6]
- Individualism pour cinque – Performance für fünf MusikerInnen (1989)[6]
- Large music – Performance für drei GitarristInnen (1989)[6]
- Multiplikation – Performance für drei MusikerInnen (1989)[6]
- Damenspiel – Quartett für Violine, Violoncello und zwei Dame-SpielerInnen (2001)[6]
- Alchemilla vulgaris – Quartett für Flöte, Violine, Viola und Violoncello (2010)[6][7]
- Violett – Trio für Klavier, Violine und Violoncello (2010)[6]
- Uçhisar – Duo für Orgel (mikrotonal) und Violoncello (2010)[6]
- Silber – 3 Gesänge nach Zen-Kôan, Solo für Orgel und Solostimme Bariton (2010)[6]
- Tuerkis – Duo für Flöte und Gitarre (2011–2012)[6]
- Inachis io – Duo für Flöte und Klavier (2012)[6]
- Granat – Quintett für zwei Violinen, Klavier, Viola und Violoncello (2012)[6]
- Lavandula Vera – Quintett für zwei Violinen, Klavier, Viola und Violoncello (2013)[6]
- Komorebi – Duo für Flöte und Cembalo (2014)[6]
- Rubin – Quartett für zwei Violinen, Viola und Violoncello (2016)[6]
- Thorium – Duo für Akkordeon und Violoncello (2017)[6]
- Achat – Quartett für Klavier, Violine, Viola und Violoncello (2018)[6]
- Opal – Duo für Flöte und Gitarre (2018)[6]

### Solomusik
- Genuß und Machtlosigkeit – Performance für eine/n Musiker/in (1989)[6]
- Guitarprisma-Prismaguitar – Klangskulptur, Solo für Gitarre (1989)[6]
- Küß mich Kollegin – Performance für eine/n Gitarristen/in (1989)[6]
- Su-e-jet – Objektpartitur für eine/n Instrumentalisten/in (1989)[6]
- Tundra – Solo für Gitarre (1990/1997)[6]
- Mandarinenbaum – Solo für Gitarre (1991/1997)[6]
- Fogmusic – Solo für Gitarre (1991)[6]
- Chun mee – Solo für Gitarre (1991)[6]
- Windmusic – Solo für Gitarre (1991)[6]
- Sasari – Solo für Gitarre (1992)[6]
- Und so und – Solo für Gitarre (1992) ()[6]
- Für Valerie – Solo für Gitarre (1992) ()[6]
- Für Oliver – Solo für Gitarre (1992)[6]
- Firemusic – Solo für Gitarre (1992)[6]
- Telephonemessage to Sarajevo and Innsbruck – Medienkomposition (1995)[6][7]
- Mandarinenbaum – Solo für Gitarre (1997)[6]
- Water-Lily – Solo für Gitarre (1997)[6]
- KIGEN – Solo für Klavier (2008)[6]
- Azurit – Solo für Gitarre (2011)[6]
- Campanula – Solo für Violine (Campanula-Violine) (2014)[6]
- Amethyst – Solo für Violine (2014–2015)[6]
- Aquamarin – Solo für Glasharmonika (2018)[6]
- Diamant – Solo für Violoncello (2018)[6]

### Elektronische Musik
- Großstadtdschungel – Klangweltkomposition, Solo für digitales Tonband (4–Kanal) (1995)[6][7]
- Binary Voices I – Interaktive Klanginstallation (32 Klangspuren) (1995)[6][7]
- Binary Voices II – Elektroakustische Soundscape Komposition für digitales Tonband (8–Kanal) (1996)[6][7]
- Wien West Bahnhof – Elektroakustische Soundscape Komposition für digitales Tonband (8–Kanal) ()[6][7]
- Klingende Werkstatt – Elektroakustische Soundscape Komposition für digitales Tonband (8–Kanal) ()[6][7]
- Lagom – Elektroakustische Soundscape Komposition für digitales Tonband (8–Kanal) (1999)[6][7]
- Habana – Elektroakustische Soundscape Komposition für digitales Tonband (8–Kanal) (2002)[6][7]
- Miracle – Elektroakustische Soundscape Komposition für digitales Tonband (6–Kanal) (2004)[6][7]
- Waldviertel – Elektroakustische Soundscape Komposition für digitales Tonband (8–Kanal) (2005)[6][7]
- Kimochi – Elektroakustische Soundscape Komposition für digitales Tonband (8–Kanal) (2009)[6][7]

### Bühnenmusik
- Compositiona dira – Performance für ein, zwei oder mehrere MusikerInnen (1988)[6]
- Celesta – Performance für drei MusikerInnen (1989)[6]
- Dattel – Performance für ein, zwei oder mehr MusikerInnen (1989)[6]
- Fun of my guitar – Performance für eine/n Musiker/in (1989)[6]
- Schlachthof II – Kompositionsprojekt für Elektronik (1993)[6][7]
- Voices – Interaktive Klanginstallation für Elektronik (1994)[6][7]

### Orchestermusik
- Ereso – 2. Fassung für Kammerorchester (2010–2012)[6]
- Die Forelle – für Kammerorchester (2013)[6]
- MA – für Kammerorchester (2014)[6]
- Campanulaceae – concerto for solo violin and string orchestra (2016)[6]
- Hagar Qim – double concerto for guitar, marimba and string orchestra (2017)[6]
- Kalamations – for large orchestra (2017)[6]
- Fanfare – für Blasorchester (2018)[6]